# Rudolf Eklund
Carl Anders Rudolf Eklund, född 19 augusti 1883 i Gunnilbo socken, Västmanlands län, död 14 december 1961 i Oscars församling, Stockholm, var en svensk jurist.
Eklund blev sekreterare hos Obligationsrättskommittén 1912, assessor i Svea hovrätt 1915, ledamot av Bränslekommissionen 1917, av Försäkringskommittéen 1918, hovrättsråd 1919, revisionssekreterare 1922 och justitieråd 1927–1940. Åren 1941–1953 var han verkställande direktör i SPP. Eklund biträdde även inom departementen i olika lagstiftningsfrågor och utgav tillsammans med Tore Almén ett Lagen om avtal (1915) och Lagen om avbetalningsköp (1916).
Han var stiftande medlem av Klubben Brunkeberg. Eklund var bror till Gustaf Eklund. Bröderna är begravda på Norra begravningsplatsen utanför Stockholm.